# Xanthichthys auromarginatus
Xanthichthys auromarginatus är en fiskart som först beskrevs av Bennett 1832.  Xanthichthys auromarginatus ingår i släktet Xanthichthys och familjen tryckarfiskar. Inga underarter finns listade i Catalogue of Life.

## Bildgalleri

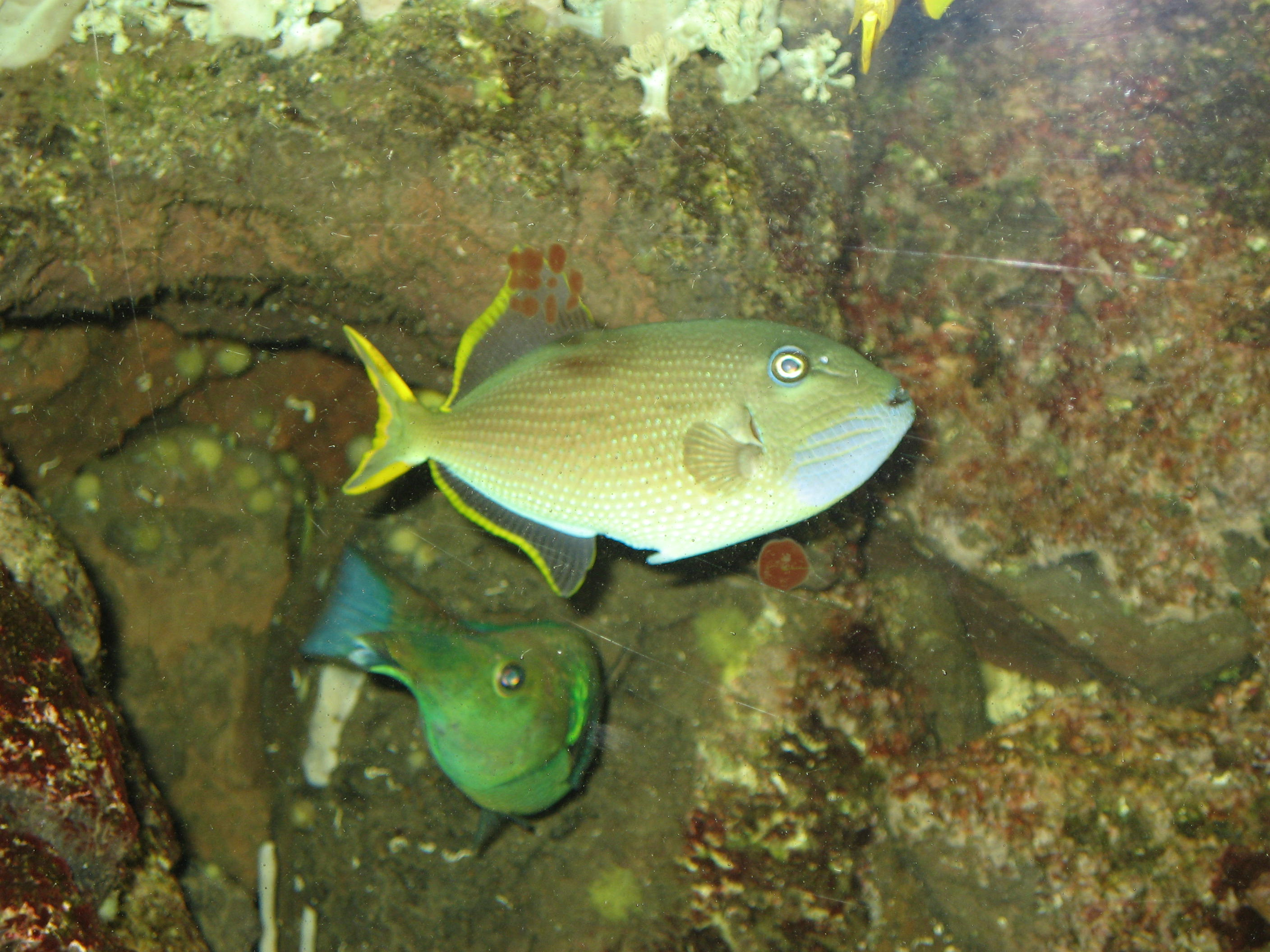
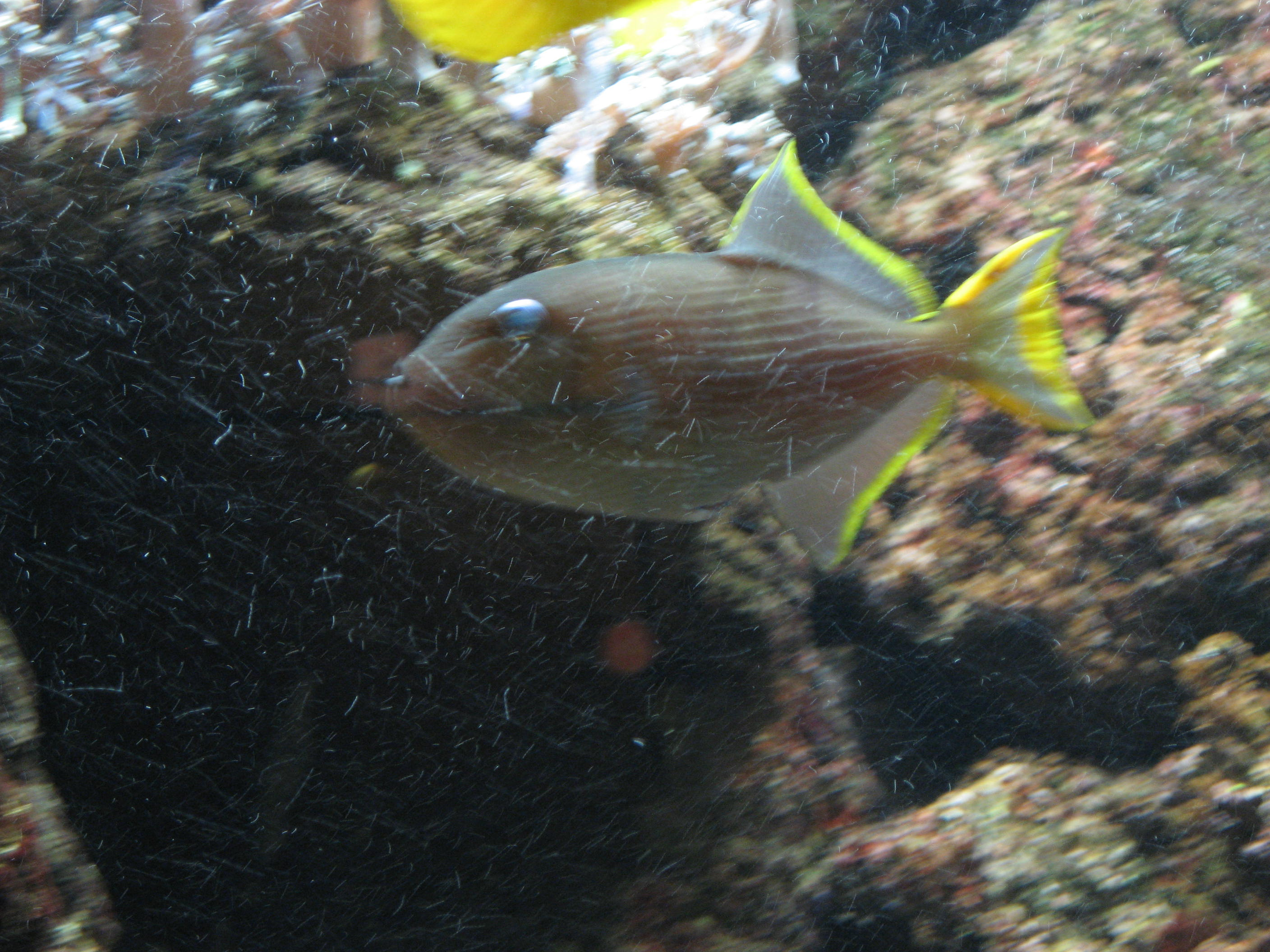
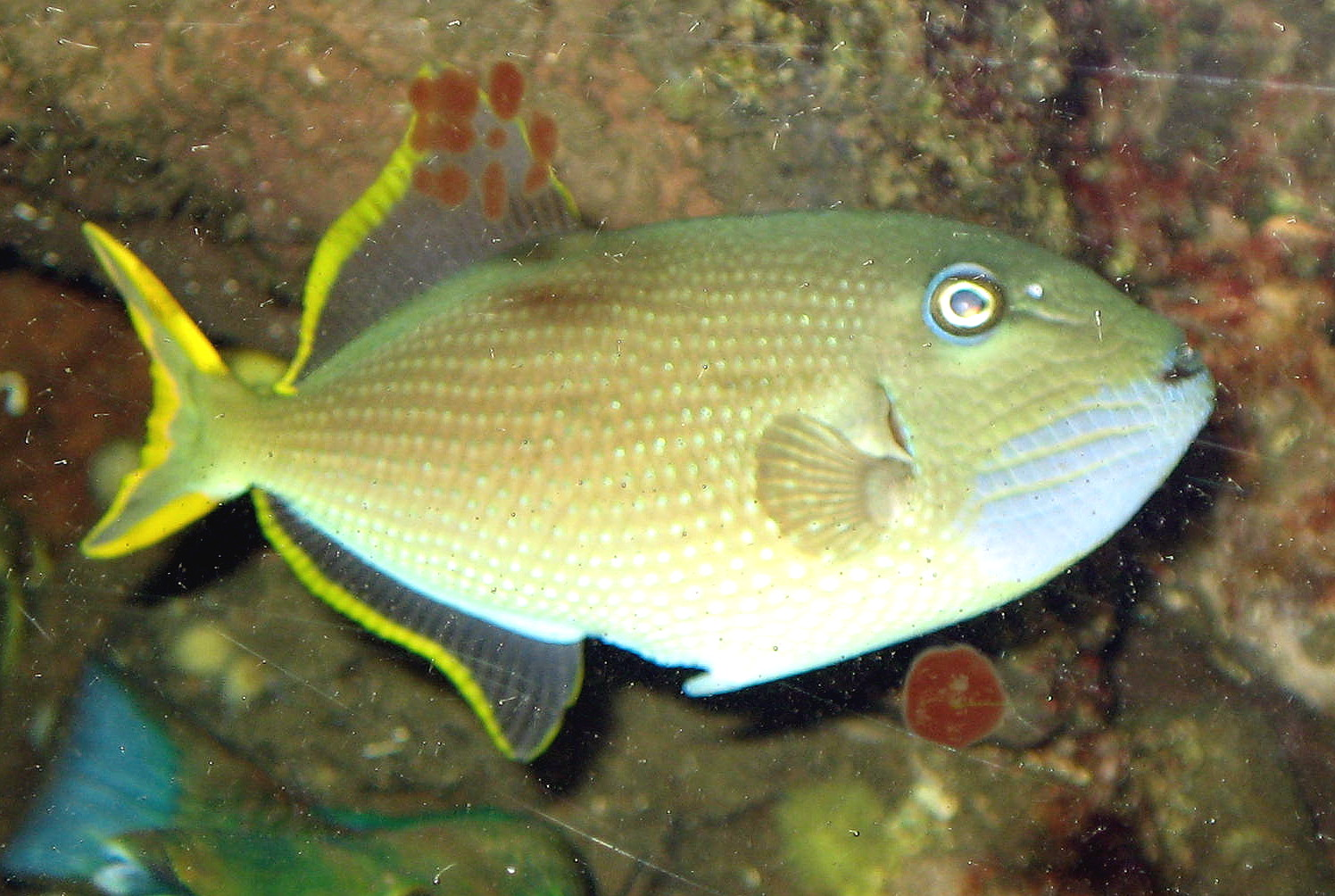